# Portraits de Chieko
Pour plus de détails, voir Fiche technique et Distribution.
Portraits de Chieko (智恵子抄, Chieko-shō) est un film japonais de Noboru Nakamura réalisé en 1967. Il fut sélectionné pour l'Oscar du meilleur film en langue étrangère.

## Fiche technique
- Titre : Portraits de Chieko[1]
- Titre original : 智恵子抄 (Chieko-shō?)
- Réalisation : Noboru Nakamura
- Scénario : Jo Hirose et Noboru Nakamura d'après un poème de Kōtarō Takamura et un roman de Haruo Satō[1]
- Musique : Masaru Satō
- Photographie : Hiroshi Takemura
- Montage : Keiichi Uraoka
- Son : Toshio Tanaka
- Société de production : Shōchiku
- Pays d'origine :  Japon
- Langue originale : japonais
- Format : couleur - 2,35:1 - Format 35 mm - son mono
- Genre : drame
- Durée : 125 minutes (métrage : neuf bobines - 3 418 m[2])
- Date de sortie :
  - Japon 5 juin 1967[2]

## Distribution
- Tetsurō Tanba : Kōtarō Takamura
- Shima Iwashita : Chieko Takamura
- Jin Nakayama : Toshu Takamura
- Eiji Okada : Tsubaki
- Nobuo Kaneko : Yamazaki
- Mikijirō Hira : Ishii
- Yōko Minamida : Kazuko
- Hiroshi Akutagawa : voix, lecture des poèmes

## Distinctions
Sauf indication contraire, les informations mentionnées dans cette section peuvent être confirmées par la base de données cinématographiques IMDb,  présente dans la section « Liens externes ».

### Récompenses
- 1968 : prix du film Mainichi de la meilleure actrice pour Shima Iwashita et de la meilleure photographie pour Hiroshi Takemura[3]
- 1968 : prix Kinema Junpō de la meilleure actrice pour Shima Iwashita[4]

### Sélection
- 1968 : Portraits de Chieko est nommé pour l'Oscar du meilleur film en langue étrangère[5]